# ناتان توادل
ناتان توادل (انگلیسی: Nathan Twaddle؛ زادهٔ ۲۱ اوت ۱۹۷۶) ورزشکار روئینگ اهل نیوزیلند است.
وی در مسابقات کشوری و بین‌المللی در مجموع برندهٔ ۱ مدال طلا، ۲ مدال نقره، ۱ مدال برنز شده‌است.